# 石衣
石衣（いしごろも）は日本の代表的な半生菓子の一種。小豆のこし餡に水飴を加えて練り、丸めて団子状に固め、白砂糖のすり蜜を掛けて白い衣で包んだ和菓子である。
京都や大阪など関西地方では松露（しょうろ）と呼ばれる。餡の品質、餡玉の形の整い方、すり蜜の掛かり方など、原材料や手のかけ方次第で上菓子風にもなれば駄菓子風にもなる。丁寧に仕上げられたものは、すり蜜の白い衣を通して薄っすらと見える餡玉の小豆色が上品な美しさを醸し出す。